# Parc Nacional dels Arbres de Josuè
El Parc Nacional dels Arbres de Josuè (Joshua Tree National Park) és una àrea protegida que cobreix 3.199,59 quilòmetres quadrats situada al sud-est de Califòrnia. Es diu així per l'arbre de Josuè (Yucca brevifolia), que és una espècie autòctona del parc. Originàriament, va ser declarat Monument nacional el 1936, i de conformitat amb la Llei per a la protecció dels deserts de Califòrnia del 1994 (California Desert Protection Act of 1994), es va convertir en un parc nacional administrat pel National Park Service dels Estats Units el 1994. Prop de 173.890 hectàrees van ser designades com a àrea salvatge el 1976.

## Ecosistemes
El parc inclou parts del desert de Mojave, que és major en elevació, i el desert de Colorado, que és inferior en elevació. Les característiques d'aquests diferents ecosistemes són en gran manera una conseqüència de les diferències en l'elevació. L'única palmera nativa de Califòrnia, la palmera de Califòrnia (Washingtonia filifera), creix de manera natural en cinc oasis al parc dins del desert de Colorado. Les muntanyes Little San Bernardino travessen el sud-oest del parc.

## Astronomiaamateur
El parc és un bon indret per als aficionats a l'astronomia i l'observació d'estrelles, juntament amb el Parc Estatal del Desert d'Anza-Borrego, que es troba a prop. La zona és ben coneguda pels seus cels foscos, que són en gran part lliures de la contaminació lumínica del sud de Califòrnia. L'elevació del parc i l'aire sec del desert, juntament amb l'ambient relativament estable, sovint fan excel·lents condicions per a l'observació astronòmica. Els cels del parc han estat qualificats de verd a blau en l'escala de cels foscos de Bortle.